# Rezolucja Rady Bezpieczeństwa ONZ nr 1373
Rezolucja Rady Bezpieczeństwa ONZ nr 1373 (ang. United Nations Security Council Resolution 1373) - rezolucja, która została ona przyjęta przed Radę Bezpieczeństwa Organizacji Narodów Zjednoczonych  na 4385 spotkaniu, w dniu 28 września 2001, w związku z atakami terrorystycznymi, jakie miały miejsce w Stanach Zjednoczonych 11 września 2001, m.in. w Nowym Jorku na dwie wieże kompleksu World Trade Center oraz w Waszyngtonie na budynek Pentagon. Potwierdziła fakt, że akty terroryzmu są zagrożeniem dla bezpieczeństwa i pokoju, jak również jasno określiła środki, które mają za zadanie zwalczanie terroryzmu. Zgodnie z postanowieniem Rady Bezpieczeństwa wszystkie państwa powinny zapobiegać tym, którzy planują lub współfinansują akty terrorystyczne, dokonywane na terenie ich państwa lub za sprawą jego obywateli. Państwa powinny także pociągnąć do odpowiedzialności karnej osoby, które brały udział w finansowaniu lub planowaniu aktów terroryzmu. Zobowiązuje również państwa do zamrażania rachunków bankowych osób powiązanych z organizacjami terrorystycznym, jak również współpracy, w zakresie przepływu informacji dotyczącymi działalności terrorystycznej z innymi państwami członkowskimi.
Uchwała została podjęta na podstawie rozdziału VII Karty Narodów Zjednoczonych, co uczyniło ją wiążącą dla wszystkich państw członkowskich Organizacji Narodów Zjednoczonych. Rezolucja została przyjęta jednogłośnie przez wszystkich 15 członków Rady Bezpieczeństwa Organizacji Narodów Zjednoczonych.
Na mocy Rezolucji 1373 powstał Komitet Antyterrorystyczny (ang. Counter-Terrorism Committee), w składu którego weszło 15 przedstawicieli członków Rady Bezpieczeństwa Organizacji Narodów Zjednoczonych. Ma on za zadanie doradzać krajom członkowskim, jak dostosować obowiązujące prawo, aby możliwie najskuteczniej wypełniać postanowienia Rezolucji Rady Bezpieczeństwa ONZ nr 1373. Głównym celem Komitetu Antyterrorystycznego jest doradztwo, nie ma on bowiem możliwości nakładania sankcji za nie wypełnienie postanowień Rezolucji 1373.